# Jim Jordan
James Daniel Jordan (17 februari 1964) is een Amerikaanse politicus die momenteel (oktober 2023) in zijn negende termijn in het Amerikaanse Huis van Afgevaardigden dient als vertegenwoordiger voor het 4e congressioneel district van Ohio sinds 2007. Hij is lid van de Republikeinse Partij, een voormalige worstelaar (die twee nationale kampioenschappen van de NCAA heeft gewonnen) en een universiteitsworstelcoach.
Na de afzetting van speaker Kevin McCarthy stelde Jordan zich kandidaat voor de verkiezingen van oktober 2023 voor voorzitter van het Huis. Nadat hij aanvankelijk de nominatie aan Steve Scalise had verloren, verzekerde Jordan zich van de Republikeinse nominatie voor het sprekerschap nadat Scalise zich terugtrok. Jordan slaagde er in drie stemrondes niet in om het sprekerschap te winnen, waarna hij als genomineerde werd verwijderd.